# Tátraotthon
Tátraotthon (szlovákul: Tatranské Zruby, korábban Vojenské Zruby) üdülőtelepülés, Magastátra város része Szlovákiában, a Magas-Tátrában, az Eperjesi kerület Poprádi járásában.

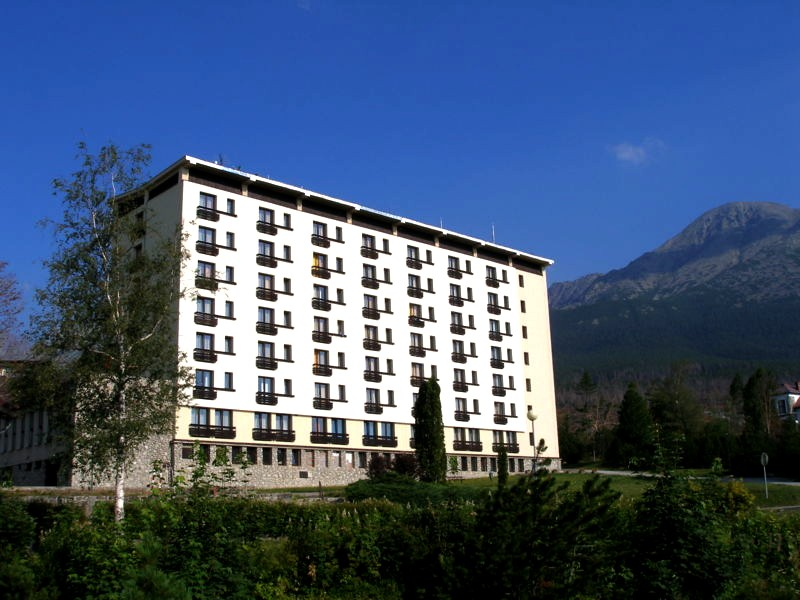
A Hotel Tatranske Zruby épülete

## Fekvése
A Magas-Tátrában, Ótátrafüredtől nyugatra fekszik.

## Története
Területe a 20. századig a mintegy 20 kilométerre, a Poprádi-medence túloldalán, a Lőcsei-hegység lábánál fekvő Izsákfalvához tartozott. 1920-ig Szepes vármegye Szepesszombati járásának része volt területe.
1923-ban létesítették mint a csehszlovák hadsereg hegyi alakulatának kiképzőtáborát. Eredeti neve Katonaotthon (Vojenské Zruby) volt. A második világháború után modern katonai üdülővé építették ki. 1947-ben Ótátrafüredhez csatolták, 1999-óta pedig Magastátra város része.

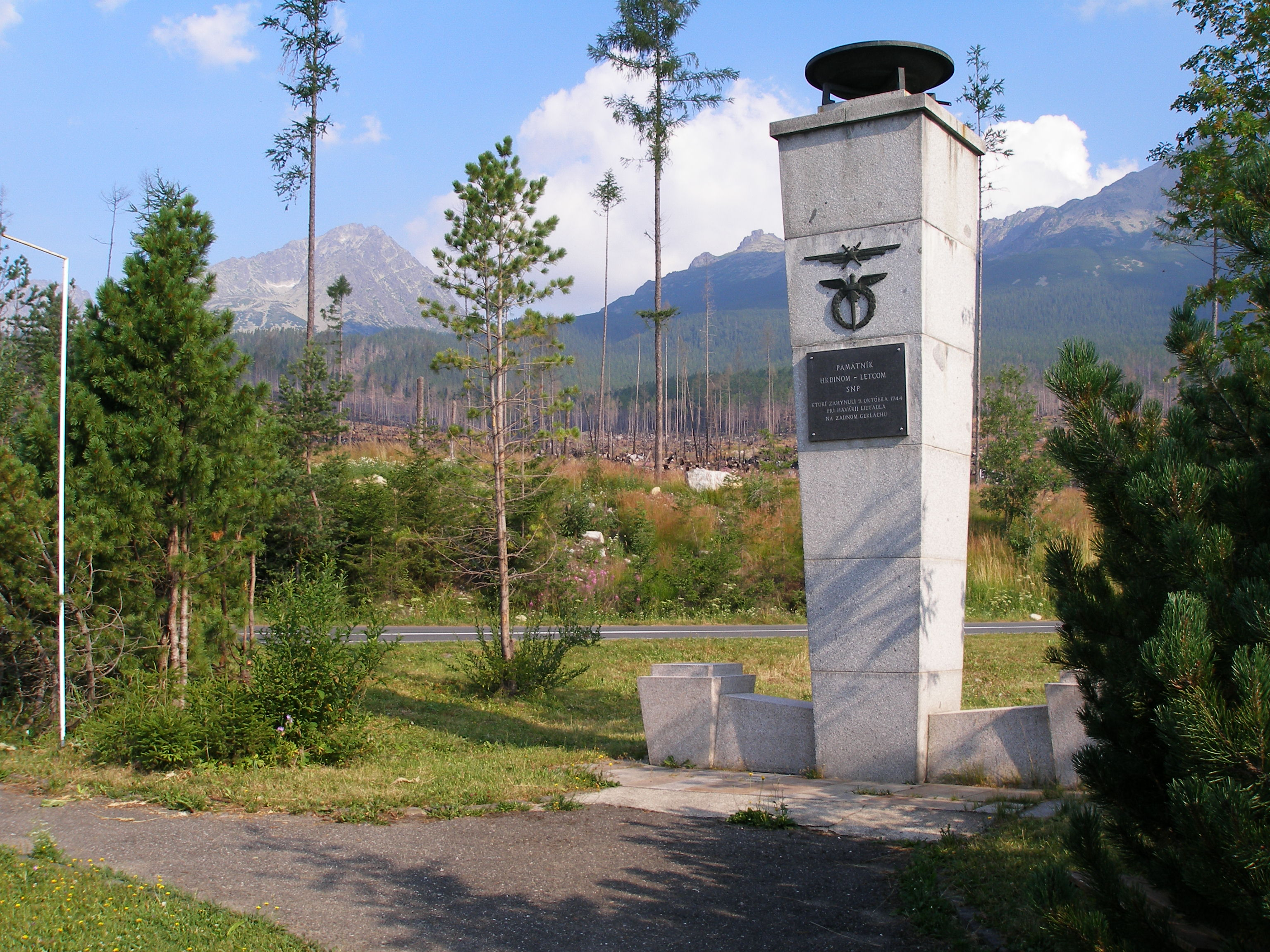
A Hősi emlékmű

## Nevezetességei
Itt áll azoknak szovjet és csehszlovák pilótáknak és ejtőernyősöknek emlékműve, akik 1944. október 9-én a Szlovák Nemzeti Felkelés segítségére jöttek, de repülőgépük a Hátsó-Gerlachfalvi-csúcsnak ütközott.

## Külső hivatkozások

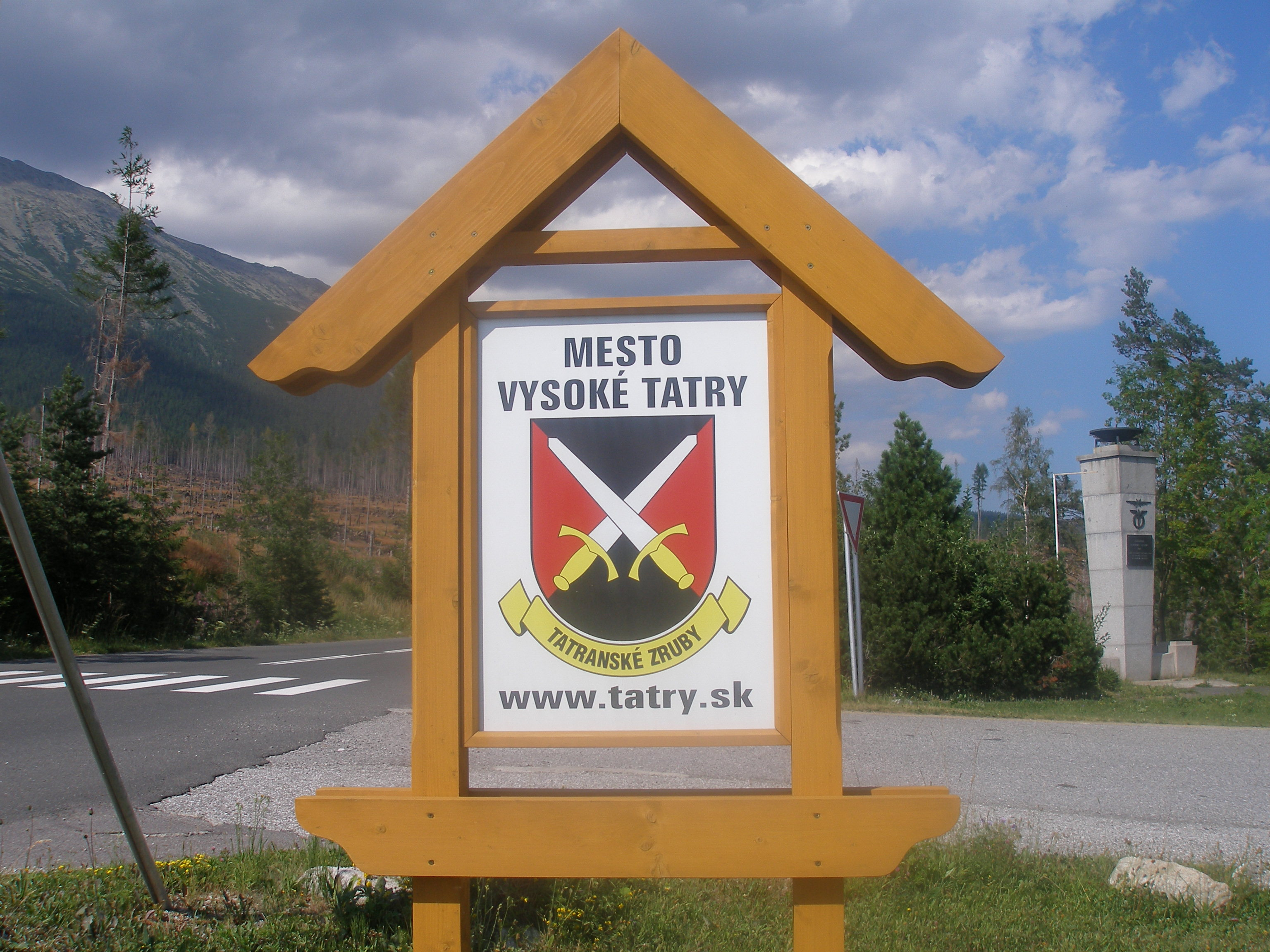
Tátraotthon címere

- Tátraotthon a Magas-Tátra turisztikai honlapján
- Tátraotthon a térképen
- A Hotel Tatranské Zruby honlapja